# شوك الضب الأبقع
شوك الضب الأبقع (الاسم العلمي:Blepharis maculata) هو نوع من النباتات يتبع جنس شوك الضب من الفصيلة الأقنتية.